# Obergasse 22 (Biel)

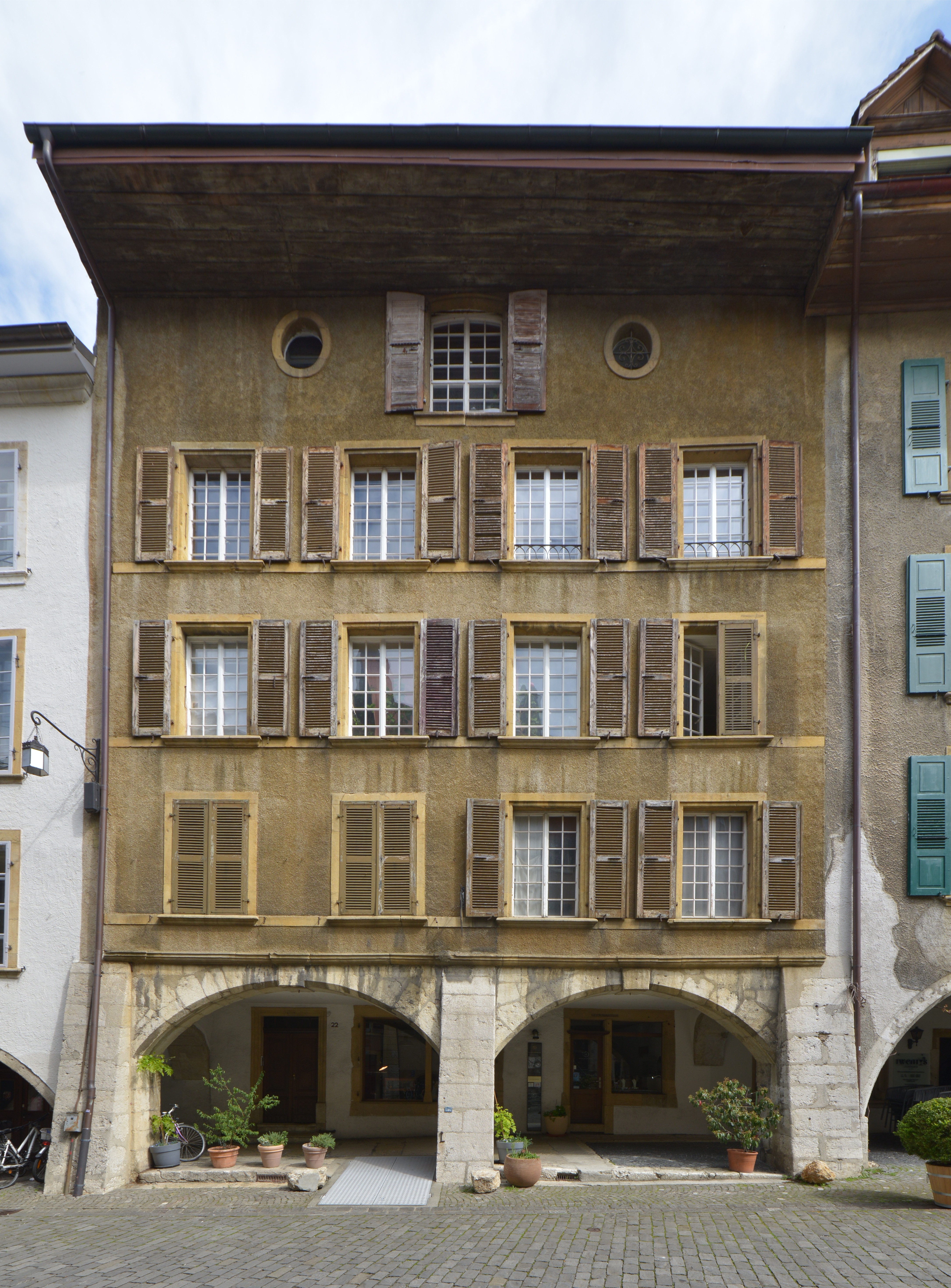
Ansicht des Hauses (2024)

Das Haus Obergasse 22 in Biel (französisch Bienne) im Schweizer Kanton Bern ist ein spätmittelalterliches Wohnhaus mit spätbarocker Gassenfassade. Es beherbergte 1817/1818 ein Pensionat und 1868 die Frauenrechtlerin Marie Goegg-Pouchoulin und den Revolutionär Amand Goegg.

## Lage
Das Bauwerk liegt an der Obergasse im Quartier Altstadt (Vieille ville) und hat dort die Nummere 22. Das Haus Obergasse 24 ist das 1544 erbaute «Fürstenhaus». Die Obergasse weitet sich zu ihrem südlichen Ende platzförmig auf. An das Fürstenhaus war das ehemalige Obertor angebaut, das die Obergasse zur Juravorstadt abschloss.

## Geschichte
Das Haus wurde im Spätmittelalter angelegt und nach einem Brand für den Bäcker und Wirt Johann Bhend-Blösch zwischen 1782 und 1792 weitgehend neu erbaut. Später bewohnte es der Arzt Alexander Bloesch (1782–1814). Er hinterliess seine Witwe Marie-Louise Bloesch-Moser (1782–1863) und ihre fünf Kinder. Im Jahr 1817 richtete sie dort ein Pensionat für auswärtige Schüler des Gymnasiums ein und übernahm dessen Leitung. Im folgenden Jahr beschloss der Stadtrat die Verlegung der Schule in das ehemalige Spital und spätere Dufourschulhaus, wohin Bloesch-Moser mit Familie und Pensionat umsiedelte. Ihr ältester Sohn Cäsar Adolf Bloesch wohnte bis zu seinem Umzug im Jahr 1840 in der Obergasse 24.
Im Jahr 1866 wurden Amand Goegg und seine Familie Bewohner des Hauses. Seine Frau Marie Goegg-Pouchoulin verfasste dort am 24. Februar 1868 ihren «Vorschlag einer mit der Friedens- und Freiheitsliga in Verbindung stehenden Frauenliga». Das «Wochenblatt» der Friedensliga Die Vereinigten Staaten von Europa veröffentlichte am 22. März diesen Vorschlag in ihrer zwölften Ausgabe. Goegg-Pouchoulin konnte schon am 26. Juli des Jahres in Genf die «Internationale Frauenassoziation» gründen. Am 9. September begeisterte sie den zweiten «Friedenskongress» in Bern mit einer Rede zur Frauenfrage. Das Ehepaar Goegg siedelte nach Genf, wo Goegg-Pouchoulin sich weiterhin für die Stellung der Frau einsetzte. Als ihr Ehemann 1872 in seine badische Heimat zurückkehrte, folgte sie ihm nicht.
Der Ladeneinbau in der Arkade ist jüngeren Datums.

## Beschreibung
Das «stattliche Altstadthaus» ist ein Putzbau mit vier Obergeschossen über der Laubenarkade. Sein Kern ist möglicherweise spätmittelalterlich. Über den Umfang der Baumassnahmen nach dem Brand kann nur eine Bauuntersuchung Aufschluss geben. Die «sehr schöne» spätbarocke Fassade zeigt vier Fensterachsen, ein feines Geschossgesims über der Arkade. Die Fenster sich hoch und wirken «repräsentativ». Die flachen Bänder zwischen den profilierten Fensterbänken gliedern die Fassade. Im Dachgeschoss wurde die ehemalige Aufzugtür durch ein Fenster ersetzt, es zeigt zwei Okuli neben dem Fenster. Alle Fenster sind geteilt und haben Läden. Die Haustür gilt als «hervorragend».
Das Gebäude ist ein «anspruchsvolles» bürgerliches Wohnhaus und ein «wichtiger Bestandteil» der baulich intakten Gassenzeile.

## Fussnoten
1. 1 2 3 4  Denkmalpflege des Kantons Bern: Biel/Bienne, Obergasse 22. In: Bauinventar des Kantons Bern. Kanton Bern, abgerufen am 18. Januar 2024.
2. ↑  Margrit Wick-Werder nennt als Datum den 22. März 1864, der abgebildete Titel des Wochenblatts das korrekte Jahr 1868.

Koordinaten: 47° 8′ 33,4″ N, 7° 14′ 48,6″ O; CH1903: 585452 / 221312